# Piper dindingsianum
Piper dindingsianum är en pepparväxtart som beskrevs av C. Dc.. Piper dindingsianum ingår i släktet Piper och familjen pepparväxter. Inga underarter finns listade i Catalogue of Life.